# Eisdriftstation
Eisdriftstation (russisch: дрейфующая станция) wird eine erstmals von Størker Størkersen während der Kanadischen Arktisexpedition 1918 eingesetzte, in der Folge aber von sowjetischen Polarforschern entwickelte Technik bezeichnet, die Arktis mithilfe von Forschungsstationen auf driftenden Eisschollen zu erforschen. Die erste sowjetische Eisdriftstation war Nordpol-1 (russisch: Ssewerny Poljus, abgekürzt: SP) unter Leitung von Iwan Papanin, die am 21. Mai 1937 in der Nähe des Nordpols eingerichtet wurde. Sie driftete in 274 Tagen 2500 Kilometer weit in die Grönlandsee.
Der Zweite Weltkrieg verhinderte zunächst weitere Unternehmungen. Erst im April 1950 wurde „Nordpol-2“ unter Michail Somow nordwestlich der Wrangelinsel auf 76° 02′ Nord, 166° 48′ West abgesetzt. Nach mehr als einem Jahr wurde die Station am 11. April 1951 bei 81° 45′ Nord, 167° 48′ West geschlossen. In dieser Zeit war „Nordpol-2“ 2600 Kilometer weit gedriftet. 1953 nahmen gleich zwei Stationen gleichzeitig ihre Arbeit auf, und seitdem wurde das Forschungsprogramm bis zum Juli 1991 ununterbrochen weitergeführt, sodass auch Langzeitbeobachtungen möglich waren. Insgesamt waren von 1937 bis 1991 31 sowjetische Eisdriftstationen in der Arktis unterwegs; 40.000 mal wurden Radiosonden gestartet, an 50.000 Stellen Tiefenmessungen vorgenommen.
Das Forschungsprogramm konnte nachweisen, dass es in der Arktis zwei Hauptströmungen der Eisdrift gibt. Die Transpolardrift führt von Sibirien nach Grönland, der Beaufortwirbel dreht sich von oben gesehen im Uhrzeigersinn vor den Nordküsten Grönlands, Kanadas und Alaskas. Die meisten Eisdriftstationen bewegten sich im Gebiet der Transpolardrift und mussten nach zwei bis drei Jahren abgebrochen werden. Fünf Stationen arbeiteten dagegen im Beaufortwirbel und wurden in der Regel nach einer Rundfahrt beendet. Nur „Nordpol-12“ arbeitete nach der Schließung mit einer vollautomatischen Wetterstation weiter, während die Position mit Funkpeilungen bestimmt wurde. Die Ergebnisse flossen unter anderem in den „Atlas des Nordpolarmeeres“ (1980) und den „Atlas der Arktis“ (1985) ein. Die insgesamt 200.000 Wetterbeobachtungen wurden vom sowjetischen und internationalen Wetterdienst genutzt.
Einen einzigartigen Rekord hält „Nordpol-22“ mit einer Lebensdauer von neun Jahren. Sie wurde am 13. September 1973 bei 76° 16′ Nord, 168° 31′ West begonnen und legte eine Strecke von 17.069 Kilometern zunächst durch die an Kanada und Alaska angrenzende Arktis und dann mit der Transpolardrift über den Nordpol Richtung Framstraße zurück. Sie wurde am 8. April 1982 bei 86° 10′ Nord, 00° 00′ geschlossen.
Die Eisdriftstationen wurden normalerweise mit Flugzeugen abgesetzt, erst ab 1961 wurden dafür auch Eisbrecher eingesetzt. Zuletzt umfasste eine typische Station ein Dutzend Fertighäuser sowie ein Dutzend Zelte, die Platz für 15 bis 17 Personen boten. Die Häuser wurden zugleich als Wohnraum und wissenschaftliche Laboratorien genutzt. Ihr Fundament bestand aus Kufen, sodass ein Haus auch aus dem Gefahrenbereich von Eisspalten bewegt werden konnte. Zu einer Station gehörten außerdem ein Speisesaal, Küche, Krankenstation, Funkraum, Dieselgenerator, ein Dampfbad, Garagen und Proviantlager. Für den Notfall wurden um die Station herum Notdepots eingerichtet.
Immer wieder kam es zu Zwischenfällen durch Eisbruch, weswegen Eisdriftstationen evakuiert werden mussten. Die Mannschaft von „Nordpol-9“ zog innerhalb von elf Monaten neun Mal mit dem gesamten Lager um. Die Eisdriftstation „Nordpol-14“ stieß sogar am 27. Januar 1966 mit der Jeannette-Insel zusammen, wobei die Eisscholle in zwei Stücke zerbrach.
Heutzutage können Eisbrecher jedes beliebige Gebiet der Arktis erreichen, wobei die Forscher bequem von Bord aus arbeiten können. Andererseits beeinflusst das Eis als natürliche Grundlage die Ergebnisse der wissenschaftlichen Arbeiten weniger als ein Schiff, so dass die von Eisdriftstationen gewonnenen Daten zuverlässiger sind. Neuerdings hat Russland deswegen die Tradition der Eisdriftstationen wieder aufgenommen. Im September 2007 suchten sich 36 Expeditionsteilnehmer eine stabile Eisscholle im Gebiet der Wrangel-Insel. Mit „Nordpol-35“ wollten sie ein Jahr lang durchs Eismeer driften – also auch in der Polarnacht überwintern – und hofften dabei, den Nordpol zu überqueren. An der Expedition nahm mit Jürgen Graeser erstmals auch ein deutscher Wissenschaftler vom Alfred-Wegener-Institut sieben Monate lang teil. Als die Scholle zu brechen begann, wurden die Expeditionsteilnehmer vom 7. bis 9. Juli vom Forschungsschiff Michail Somow aufgenommen.
Eine Abwandlung der Drifttechnik besteht darin, ein Schiff mit einem runden Rumpf im Eis so einfrieren zu lassen, dass der Schiffskörper vom Eis angehoben wird und auf dem Eis zu liegen kommt. Diese Technik ist zuerst von Fridtjof Nansen 1893 bei seinem Versuch, den Nordpol mit der Fram zu erreichen, verwendet worden. Von 2006 bis 2008 driftete das französische Forschungsschiff Tara auf diese Weise durchs Nordpolarmeer.
Im September 2019 brach die internationale MOSAiC-Expedition unter Leitung des Alfred-Wegener-Instituts zu einer einjährigen Driftexpedition auf.